# Épineu-le-Chevreuil
Epineu-le-Chevreuil – miejscowość i gmina we Francji, w regionie Kraj Loary, w departamencie Sarthe.
Według danych na rok 1990 gminę zamieszkiwało 257 osób, a gęstość zaludnienia wynosiła 17 osób/km² (wśród 1504 gmin Kraju Loary Epineu-le-Chevreuil plasuje się na 1018. miejscu pod względem liczby ludności, natomiast pod względem powierzchni na miejscu 772.).